# Troisième circonscription de la Haute-Savoie
La troisième circonscription de la Haute-Savoie est l'une des six circonscriptions législatives françaises que compte le département de la Haute-Savoie (74) situé en région Auvergne-Rhône-Alpes.

## Description géographique et démographique

### De 1958 à 1986
Le département avait trois circonscriptions.
La troisième circonscription de la Haute-Savoie était composée de :
- canton d'Annemasse
- canton de Bonneville
- canton de Chamonix-Mont-Blanc
- canton de Cluses
- canton de Reignier
- canton de La Roche-sur-Foron
- canton de Saint-Gervais-les-Bains
- canton de Sallanches

Source : Journal Officiel du 14-15 Octobre 1958.

### De 1988 à 2010
La troisième circonscription de la Haute-Savoie a d'abord été délimitée par le découpage électoral de la loi no 86-1197 du 24 novembre 1986
 et regroupait les divisions administratives suivantes : 
- canton de Bonneville
- canton de Chamonix-Mont-Blanc
- canton de Cluses
- canton de Saint-Gervais-les-Bains
- canton de Sallanches
- canton de Scionzier

### Depuis 2010
Depuis l'ordonnance no 2009-935 du 29 juillet 2009, ratifiée par le Parlement français le 21 janvier 2010, elle regroupe les divisions administratives suivantes : 
- canton de Boëge
- canton de Bonneville
- canton de Cruseilles
- canton de Reignier
- canton de La Roche-sur-Foron
- canton de Saint-Jeoire

D'après le recensement général de la population en 1999, réalisé par l'Institut national de la statistique et des études économiques (INSEE), la population totale de cette circonscription est estimée à 120 887 habitants,.

## Historique des députations
| Législature | Début de mandat | Fin de mandat   | Député                 | Parti politique | Observations |
| ----------- | --------------- | --------------- | ---------------------- | --------------- | --- |
| Ire         | 9 décembre 1958 | 9 octobre 1962  | Joseph Philippe        | MRP             | Mandat écourté à la suite d'une dissolution parlementaire décidée par Charles de Gaulle.                                                                       |
| IIe         | 6 décembre 1962 | 28 janvier 1966 | Joseph Philippe        | CD              | À la suite de son décès le 28 janvier 1966, remplacé par Roch Meynier (CD)                                                                                     |
| IIe         | 28 janvier 1966 | 2 avril 1967    | Roch Meynier           | CD              | À la suite de son décès le 28 janvier 1966, remplacé par Roch Meynier (CD)                                                                                     |
| IIIe        | 3 avril 1967    | 30 mai 1968     | Maurice Herzog         | UNR             | Mandat écourté à la suite d'une dissolution parlementaire décidée par Charles de Gaulle.                                                                       |
| IVe         | 11 juillet 1968 | 1er avril 1973  | Maurice Herzog         | UDR             | |
| Ve          | 2 avril 1973    | 2 avril 1978    | Maurice Herzog         | UDR             | |
| VIe         | 3 avril 1978    | 22 mai 1981     | Claude Birraux         | UDF             | Mandat écourté à la suite d'une dissolution parlementaire décidée par François Mitterrand.                                                                     |
| VIIe        | 2 juillet 1981  | 1er avril 1986  | Claude Birraux         | UDF             | |
| VIIIe       | 2 avril 1986    | 14 mai 1988     | Aucun                  | Aucun           | Proportionnelle par département, pas de député par circonscription. Mandat écourté à la suite d'une dissolution parlementaire décidée par François Mitterrand. |
| IXe         | 23 juin 1988    | 1er avril 1993  | Michel Meylan          | UDF             | |
| Xe          | 2 avril 1993    | 21 avril 1997   | Michel Meylan,         | UDF,            | Mandat écourté à la suite d'une dissolution parlementaire décidée par Jacques Chirac.                                                                          |
| XIe         | 12 juin 1997    | 18 juin 2002    | Michel Meylan,         | UDF,            | |
| XIIe        | 19 juin 2002    | 19 juin 2007    | Martial Saddier,       | UMP,            | |
| XIIIe       | 20 juin 2007    | 19 juin 2012    | Martial Saddier        | UMP             | |
| XIVe        | 20 juin 2012    | 20 juin 2017    | Martial Saddier        | UMP             | |
| XVe         | 21 juin 2017    | 1er août 2021   | Martial Saddier        | LR              | Démission en raison du non-cumul des mandats. |
| XVe         | 2 août 2021     | 21 juin 2022    | Christelle Petex-Levet | LR              | Démission en raison du non-cumul des mandats. |
| XVIe        | 22 juin 2022    | 9 juin 2024     | Christelle Petex-Levet | LR              | Mandat écourté à la suite d'une dissolution parlementaire décidée par Emmanuel Macron.                                                                         |
| XVIIe       | 8 juillet 2024  | En cours        | Christelle Petex-Levet | LR              | |

## Historique des élections

### Élections de 1958
| Candidat       | Candidat            | Parti          | Premier tour | Premier tour | Second tour | Second tour |  |
| Candidat       | Candidat            | Parti          | Voix         | %            | Voix        | %           |  |
| -------------- | ------------------- | -------------- | ------------ | ------------ | ----------- | ----------- |  |
|                | Joseph Philippe élu | MRP            | 14 651       | 34           | 28 576      | 68,86       |  |
|                | Louis Rouxel        | CNIP           | 10 100       | 23,44        | Retrait     | Retrait     |  |
|                | Henri Briffod       | SFIO           | 5 703        | 13,23        | 12 920      | 31,14       |  |
|                | Paul Bechet         | Radsoc         | 5 672        | 13,16        | Retrait     | Retrait     |  |
|                | Jean Vittoz         | PCF            | 5 262        | 12,21        | Retrait     | Retrait     |  |
|                | Marcel Mazereau     | CR             | 1 703        | 3,95         |             |             |  |
|                |                     |                |              |              |             |             |  |
| Inscrits       | Inscrits            | Inscrits       | 59 883       | 100,00       | 59 872      | 100,00      |  |
| Abstentions    | Abstentions         | Abstentions    | 16 216       | 27,08        | 16 783      | 28,03       |  |
| Votants        | Votants             | Votants        | 43 667       | 72,92        | 43 089      | 71,97       |  |
| Blancs et nuls | Blancs et nuls      | Blancs et nuls | 576          | 1,32         | 1 593       | 3,7         |  |
| Exprimés       | Exprimés            | Exprimés       | 43 091       | 98,68        | 41 496      | 96,3        |  |

Le suppléant de Joseph Philippe était François Ruin, conseiller municipal de Bonneville, ancien sénateur.

### Élections de 1962
| Candidat       | Candidat                      | Parti          | Premier tour | Premier tour | Second tour | Second tour |  |
| Candidat       | Candidat                      | Parti          | Voix         | %            | Voix        | %           |  |
| -------------- | ----------------------------- | -------------- | ------------ | ------------ | ----------- | ----------- |  |
|                | Joseph Philippe sortant réélu | MRP            | 15 532       | 42,59        | 21 335      | 54,41       |  |
|                | Louis Rouxel                  | UNR-UDT        | 13 417       | 36,79        | 17 880      | 45,59       |  |
|                | Robert Amoudruz               | PCF            | 7 521        | 20,62        | Retrait     | Retrait     |  |
|                |                               |                |              |              |             |             |  |
| Inscrits       | Inscrits                      | Inscrits       | 63 112       | 100,00       | 63 092      | 100,00      |  |
| Abstentions    | Abstentions                   | Abstentions    | 25 176       | 39,89        | 22 054      | 34,96       |  |
| Votants        | Votants                       | Votants        | 37 936       | 60,11        | 41 038      | 65,04       |  |
| Blancs et nuls | Blancs et nuls                | Blancs et nuls | 1 466        | 3,86         | 1 823       | 4,44        |  |
| Exprimés       | Exprimés                      | Exprimés       | 36 470       | 96,14        | 39 215      | 95,56       |  |

Joseph Philippe décède le 28 janvier 1966. Il est remplacé par son suppléant, Roch Meynier, commerçant, adjoint au maire de Bonneville.

### Élections de 1967
| Candidat       | Candidat             | Parti          | Premier tour | Premier tour | Second tour | Second tour |  |
| Candidat       | Candidat             | Parti          | Voix         | %            | Voix        | %           |  |
| -------------- | -------------------- | -------------- | ------------ | ------------ | ----------- | ----------- |  |
|                | Maurice Herzog élu   | UD-Ve          | 18 770       | 35,36        | 25 627      | 46,26       |  |
|                | Henri Briffod        | FGDS (SFIO)    | 12 042       | 22,69        | 23 039      | 41,59       |  |
|                | Roch Meynier sortant | CD (PDM)       | 11 990       | 22,59        | 6 735       | 12,16       |  |
|                | Robert Amoudruz      | PCF            | 8 184        | 15,42        | Retrait     | Retrait     |  |
|                | Émile Honoré         | Modérés        | 2 090        | 3,94         |             |             |  |
|                |                      |                |              |              |             |             |  |
| Inscrits       | Inscrits             | Inscrits       | 70 360       | 100,00       | 70 361      | 100,00      |  |
| Abstentions    | Abstentions          | Abstentions    | 16 485       | 23,43        | 14 375      | 20,43       |  |
| Votants        | Votants              | Votants        | 53 875       | 76,57        | 55 986      | 79,57       |  |
| Blancs et nuls | Blancs et nuls       | Blancs et nuls | 799          | 1,48         | 585         | 1,04        |  |
| Exprimés       | Exprimés             | Exprimés       | 53 076       | 98,52        | 55 401      | 98,96       |  |

Le suppléant de Maurice Herzog était le Docteur E.R. Tourenc, chirurgien de l'hôpital de Bonneville.

### Élections de 1968
| Candidat       | Candidat                     | Parti          | Premier tour | Premier tour | Second tour | Second tour |  |
| Candidat       | Candidat                     | Parti          | Voix         | %            | Voix        | %           |  |
| -------------- | ---------------------------- | -------------- | ------------ | ------------ | ----------- | ----------- |  |
|                | Maurice Herzog sortant réélu | UDR (URP)      | 24 453       | 46,07        | 26 538      | 51,84       |  |
|                | Jean-Marie Philippe          | CD (PDM)       | 12 133       | 22,86        | 11 486      | 22,44       |  |
|                | Henri Briffod                | FGDS (SFIO)    | 9 464        | 17,83        | 13 166      | 25,72       |  |
|                | Robert Amoudruz              | PCF            | 7 024        | 13,23        | Retrait     | Retrait     |  |
|                |                              |                |              |              |             |             |  |
| Inscrits       | Inscrits                     | Inscrits       | 70 655       | 100,00       | 70 666      | 100,00      |  |
| Abstentions    | Abstentions                  | Abstentions    | 17 017       | 24,08        | 19 007      | 26,9        |  |
| Votants        | Votants                      | Votants        | 53 638       | 75,92        | 51 659      | 73,1        |  |
| Blancs et nuls | Blancs et nuls               | Blancs et nuls | 564          | 1,05         | 469         | 0,91        |  |
| Exprimés       | Exprimés                     | Exprimés       | 53 074       | 98,95        | 51 190      | 99,09       |  |

Le suppléant de Maurice Herzog était Louis Simon, maire de Gaillard.

### Élections de 1973
| Candidat       | Candidat                     | Parti          | Premier tour | Premier tour | Second tour | Second tour |  |
| Candidat       | Candidat                     | Parti          | Voix         | %            | Voix        | %           |  |
| -------------- | ---------------------------- | -------------- | ------------ | ------------ | ----------- | ----------- |  |
|                | Maurice Herzog sortant réélu | UDR (URP)      | 21 426       | 36,47        | 28 116      | 45,72       |  |
|                | Lucien Coutant               | MR             | 11 534       | 19,63        | 11 492      | 18,69       |  |
|                | Romain Baz                   | PCF            | 10 835       | 18,44        | 21 891      | 35,6        |  |
|                | Bernard Laffin               | PS (UGSD)      | 10 714       | 18,24        | Retrait     | Retrait     |  |
|                | Bernard Labouré              | PSU            | 2 086        | 3,55         |             |             |  |
|                | Oswald Bétemps               | RI             | 1 722        | 2,93         |             |             |  |
|                | Marcel Thabuis               | Divers gauche  | 431          | 0,73         |             |             |  |
|                |                              |                |              |              |             |             |  |
| Inscrits       | Inscrits                     | Inscrits       | 79 143       | 100,00       | 79 126      | 100,00      |  |
| Abstentions    | Abstentions                  | Abstentions    | 19 124       | 24,16        | 16 568      | 20,94       |  |
| Votants        | Votants                      | Votants        | 60 019       | 75,84        | 62 558      | 79,06       |  |
| Blancs et nuls | Blancs et nuls               | Blancs et nuls | 1 271        | 2,12         | 1 059       | 1,69        |  |
| Exprimés       | Exprimés                     | Exprimés       | 58 748       | 97,88        | 61 499      | 98,31       |  |

Le suppléant de Maurice Herzog était le Docteur Jacques Sollier, maire adjoint d'Annemasse.

### Élections de 1978
| Candidat       | Candidat                  | Parti             | Premier tour | Premier tour | Second tour | Second tour |  |
| Candidat       | Candidat                  | Parti             | Voix         | %            | Voix        | %           |  |
| -------------- | ------------------------- | ----------------- | ------------ | ------------ | ----------- | ----------- |  |
|                | Claude Birraux élu        | UDF (CDS)         | 21 701       | 28,81        | 47 504      | 59,93       |  |
|                | Maurice Herzog sortant    | RPR               | 17 147       | 22,77        | Retrait     | Retrait     |  |
|                | Robert Borrel             | PS                | 16 265       | 21,6         | 31 758      | 40,07       |  |
|                | Romain Baz                | PCF               | 11 503       | 15,27        |             |             |  |
|                | Anne-Marie Debiesse       | Divers écologiste | 3 927        | 5,21         |             |             |  |
|                | Serge Foex                | FN                | 1 186        | 1,57         |             |             |  |
|                | Michelle Rebeaux          | LO                | 1 150        | 1,53         |             |             |  |
|                | André Galland             | Divers (GO)       | 967          | 1,28         |             |             |  |
|                | Noël Bordairon            | Divers droite     | 752          | 1            |             |             |  |
|                | Marie-Jo Perrissin-Fabert | PSU               | 714          | 0,95         |             |             |  |
|                |                           |                   |              |              |             |             |  |
| Inscrits       | Inscrits                  | Inscrits          | 98 252       | 100,00       | 98 260      | 100,00      |  |
| Abstentions    | Abstentions               | Abstentions       | 21 131       | 21,51        | 17 761      | 18,08       |  |
| Votants        | Votants                   | Votants           | 77 121       | 78,49        | 80 499      | 81,92       |  |
| Blancs et nuls | Blancs et nuls            | Blancs et nuls    | 1 809        | 2,35         | 1 237       | 1,54        |  |
| Exprimés       | Exprimés                  | Exprimés          | 75 312       | 97,65        | 79 262      | 98,46       |  |

Le suppléant de Claude Birraux était René Gannaz, maire adjoint de Sallanches.

### Élections de 1981
| Candidat       | Candidat                     | Parti          | Premier tour | Premier tour | Second tour | Second tour |  |
| Candidat       | Candidat                     | Parti          | Voix         | %            | Voix        | %           |  |
| -------------- | ---------------------------- | -------------- | ------------ | ------------ | ----------- | ----------- |  |
|                | Claude Birraux sortant réélu | UDF (CDS)      | 31 092       | 48,70        | 40 127      | 56,44       |  |
|                | Gabriel Grandjacques         | PS             | 21 279       | 33,33        | 30 965      | 43,56       |  |
|                | Jean-Pierre Wolf             | PCF            | 5 950        | 9,32         |             |             |  |
|                | Pierre Mazeaud               | Divers droite  | 5 522        | 8,65         |             |             |  |
|                |                              |                |              |              |             |             |  |
| Inscrits       | Inscrits                     | Inscrits       | 104 161      | 100,00       | 104 156     | 100,00      |  |
| Abstentions    | Abstentions                  | Abstentions    | 39 555       | 37,97        | 32 245      | 30,96       |  |
| Votants        | Votants                      | Votants        | 64 606       | 62,03        | 71 911      | 69,04       |  |
| Blancs et nuls | Blancs et nuls               | Blancs et nuls | 763          | 1,18         | 819         | 1,14        |  |
| Exprimés       | Exprimés                     | Exprimés       | 63 843       | 98,82        | 71 092      | 98,86       |  |

Le suppléant de Claude Birraux était Gérard Morand, commerçant, maire de Megève.

### Élections de 1988
| Candidat       | Candidat             | Parti                      | Premier tour | Premier tour | Second tour | Second tour |  |
| Candidat       | Candidat             | Parti                      | Voix         | %            | Voix        | %           |  |
| -------------- | -------------------- | -------------------------- | ------------ | ------------ | ----------- | ----------- |  |
|                | Michel Meylan élu    | UDF (PR) (URC)             | 11 067       | 31,48        | 15 951      | 61,15       |  |
|                | Yvon Briant          | Divers droite              | 7 267        | 20,67        | 10 132      | 38,85       |  |
|                | Gabriel Grandjacques | PS                         | 6 277        | 17,85        |             |             |  |
|                | Bernard Laffin       | Divers gauche (Maj. prés.) | 4 453        | 12,67        |             |             |  |
|                | Félix Briffod        | FN                         | 4 285        | 12,19        |             |             |  |
|                | Modeste Rigot        | PCF                        | 1 809        | 5,15         |             |             |  |
|                |                      |                            |              |              |             |             |  |
| Inscrits       | Inscrits             | Inscrits                   | 62 621       | 100,00       | 62 627      | 100,00      |  |
| Abstentions    | Abstentions          | Abstentions                | 26 811       | 42,81        | 30 797      | 49,18       |  |
| Votants        | Votants              | Votants                    | 35 810       | 57,19        | 31 830      | 50,82       |  |
| Blancs et nuls | Blancs et nuls       | Blancs et nuls             | 652          | 1,82         | 5 747       | 18,06       |  |
| Exprimés       | Exprimés             | Exprimés                   | 35 158       | 98,18        | 26 083      | 81,94       |  |

Le suppléant de Michel Meylan était Jean Ponchaud, paysagiste, premier maire adjoint de Sallanches.

### Élections de 1993
| Candidat       | Candidat                    | Parti          | Premier tour | Premier tour | Second tour | Second tour |  |
| Candidat       | Candidat                    | Parti          | Voix         | %            | Voix        | %           |  |
| -------------- | --------------------------- | -------------- | ------------ | ------------ | ----------- | ----------- |  |
|                | Michel Meylan sortant réélu | UDF (PR)       | 9 447        | 22,28        | 23 880      | 63,2        |  |
|                | Dominique Martin            | FN             | 8 562        | 20,19        | 13 905      | 36,8        |  |
|                | Jean-Claude Léger           | diss. RPR      | 6 862        | 16,18        |             |             |  |
|                | Alain Grévy                 | RPR            | 5 605        | 13,22        |             |             |  |
|                | Fernand Gannaz              | PS (ADFP)      | 3 832        | 9,04         |             |             |  |
|                | René Sournia                | GÉ (EÉ)        | 3 569        | 8,42         |             |             |  |
|                | Christine Cauchy            | PCF            | 1 901        | 4,48         |             |             |  |
|                | Jean-Marc Peillex           | Divers droite  | 1 328        | 3,13         |             |             |  |
|                | Laurence Brest              | LT-LNÉ         | 1 301        | 3,07         |             |             |  |
|                |                             |                |              |              |             |             |  |
| Inscrits       | Inscrits                    | Inscrits       | 67 849       | 100,00       | 67 838      | 100,00      |  |
| Abstentions    | Abstentions                 | Abstentions    | 23 603       | 34,79        | 24 684      | 36,39       |  |
| Votants        | Votants                     | Votants        | 44 246       | 65,21        | 43 154      | 63,61       |  |
| Blancs et nuls | Blancs et nuls              | Blancs et nuls | 1 839        | 4,16         | 5 369       | 12,44       |  |
| Exprimés       | Exprimés                    | Exprimés       | 42 407       | 95,84        | 37 785      | 87,56       |  |

Le suppléant de Michel Meylan était Jean Potier, professeur, premier adjoint au maire de Passy.

### Élections de 1997
| Candidat       | Candidat                    | Parti          | Premier tour | Premier tour | Second tour | Second tour |  |
| Candidat       | Candidat                    | Parti          | Voix         | %            | Voix        | %           |  |
| -------------- | --------------------------- | -------------- | ------------ | ------------ | ----------- | ----------- |  |
|                | Michel Meylan sortant réélu | UDF (AD)       | 14 932       | 36,56        | 27 603      | 71,05       |  |
|                | Dominique Martin            | FN             | 10 185       | 24,94        | 11 249      | 28,95       |  |
|                | Fernand Gannaz              | PS             | 6 694        | 16,39        |             |             |  |
|                | Gilles Maistre              | Les Verts      | 2 958        | 7,24         |             |             |  |
|                | Modeste Rigot               | PCF            | 2 520        | 6,17         |             |             |  |
|                | Tanguy Perrin               | GÉ             | 1 348        | 3,3          |             |             |  |
|                | Geneviève Joly              | MDC            | 1 288        | 3,15         |             |             |  |
|                | Alain Taquet                | Divers droite  | 916          | 2,24         |             |             |  |
|                |                             |                |              |              |             |             |  |
| Inscrits       | Inscrits                    | Inscrits       | 70 879       | 100,00       | 70 872      | 100,00      |  |
| Abstentions    | Abstentions                 | Abstentions    | 26 491       | 37,37        | 25 682      | 36,24       |  |
| Votants        | Votants                     | Votants        | 44 388       | 62,63        | 45 190      | 63,76       |  |
| Blancs et nuls | Blancs et nuls              | Blancs et nuls | 3 547        | 7,99         | 6 338       | 14,03       |  |
| Exprimés       | Exprimés                    | Exprimés       | 40 841       | 92,01        | 38 852      | 85,97       |  |

Le suppléant de Michel Meylan était Éric Fournier, adjoint au maire de Chamonix-Mont-Blanc.

### Élections de 2002
| Candidat       | Candidat            | Parti             | Premier tour | Premier tour | Second tour | Second tour |  |
| Candidat       | Candidat            | Parti             | Voix         | %            | Voix        | %           |  |
| -------------- | ------------------- | ----------------- | ------------ | ------------ | ----------- | ----------- |  |
|                | Martial Saddier élu | UMP               | 14 459       | 30,94        | 27 537      | 75,17       |  |
|                | Dominique Martin    | FN                | 8 783        | 18,79        | 9 095       | 24,83       |  |
|                | Eric Fournier       | Divers droite     | 8 642        | 18,49        |             |             |  |
|                | Martine Léger       | Les Verts (PS)    | 7 717        | 16,51        |             |             |  |
|                | Alain Grévy         | RPF               | 2 105        | 4,5          |             |             |  |
|                | Gilbert Perrin      | PCF               | 1 260        | 2,7          |             |             |  |
|                | Geneviève Joly      | Pôle républicain  | 978          | 2,09         |             |             |  |
|                | Joseph Dupraz       | S&P               | 913          | 1,95         |             |             |  |
|                | André Jade          | LT-LNÉ            | 716          | 1,53         |             |             |  |
|                | Pierre Michallet    | LO                | 421          | 0,9          |             |             |  |
|                | Noël Métral         | MNR               | 269          | 0,58         |             |             |  |
|                | Emmanuel Bibollet   | MPF               | 268          | 0,57         |             |             |  |
|                | Emmanuel Villeneuve | Divers écologiste | 201          | 0,43         |             |             |  |
|                |                     |                   |              |              |             |             |  |
| Inscrits       | Inscrits            | Inscrits          | 78 067       | 100,00       | 78 066      | 100,00      |  |
| Abstentions    | Abstentions         | Abstentions       | 30 685       | 39,31        | 38 465      | 49,27       |  |
| Votants        | Votants             | Votants           | 47 382       | 60,69        | 39 601      | 50,73       |  |
| Blancs et nuls | Blancs et nuls      | Blancs et nuls    | 650          | 1,37         | 2 969       | 7,5         |  |
| Exprimés       | Exprimés            | Exprimés          | 46 732       | 98,63        | 36 632      | 92,5        |  |

Le suppléant de Martial Saddier était Yves Tissot, maire de Passy.

### Élections de 2007
|                | Martial Saddier sortant réélu | UMP            | 25 862 | 54,78  |  |  |  |
|                | Sébastien Montessuit          | PS             | 6 278  | 13,3   |  |  |  |
|                | Jean-Marc Peillex             | Divers droite  | 4 439  | 9,4    |  |  |  |
|                | Angélique Ballet-Baz          | UDF–MoDem      | 3 349  | 7,09   |  |  |  |
|                | Dominique Martin              | FN             | 2 980  | 6,31   |  |  |  |
|                | Olivier Marouze               | Les Verts      | 1 791  | 3,79   |  |  |  |
|                | Roland Pourraz                | PCF            | 804    | 1,7    |  |  |  |
|                | Alain Urbain                  | LT-LNÉ         | 584    | 1,24   |  |  |  |
|                | Pascale Trouvé                | LO             | 442    | 0,94   |  |  |  |
|                | Anne Deverchère               | Divers         | 383    | 0,81   |  |  |  |
|                | Maud Chouanard                | MPF            | 285    | 0,6    |  |  |  |
|                | Joseph Dupraz                 | Régionaliste   | 12     | 0,03   |  |  |  |
|                |                               |                |        |        |  |  |  |
| Inscrits       | Inscrits                      | Inscrits       | 86 639 | 100,00 |  |  |  |
| Abstentions    | Abstentions                   | Abstentions    | 38 933 | 44,94  |  |  |  |
| Votants        | Votants                       | Votants        | 47 706 | 55,06  |  |  |  |
| Blancs et nuls | Blancs et nuls                | Blancs et nuls | 497    | 1,04   |  |  |  |
| Exprimés       | Exprimés                      | Exprimés       | 47 209 | 98,96  |  |  |  |

### Élections de 2012
| Candidat       | Candidat                      | Parti          | Premier tour | Premier tour | Second tour | Second tour |  |
| Candidat       | Candidat                      | Parti          | Voix         | %            | Voix        | %           |  |
| -------------- | ----------------------------- | -------------- | ------------ | ------------ | ----------- | ----------- |  |
|                | Martial Saddier sortant réélu | UMP            | 14 952       | 35,61        | 22 006      | 58,95       |  |
|                | Gilbert Saillet               | EÉLV (PS)      | 11 392       | 27,13        | 15 324      | 41,05       |  |
|                | Katia Terras                  | RBM (FN)       | 6 012        | 14,32        |             |             |  |
|                | Jean-Luc Arcade               | PRV            | 3 484        | 8,3          |             |             |  |
|                | Jean-Marc Bouchet             | Divers droite  | 2 332        | 5,55         |             |             |  |
|                | Roland Pourraz                | FG (PCF)       | 1 782        | 4,24         |             |             |  |
|                | Joseph Grillet                | MÉI            | 572          | 1,36         |             |             |  |
|                | Olivia Giorgio                | DLR            | 464          | 1,11         |             |             |  |
|                | Nathalie Morel                | AÉI            | 542          | 1,29         |             |             |  |
|                | Claude Badet                  | NPA            | 226          | 0,54         |             |             |  |
|                | François Chagniot             | POI            | 118          | 0,28         |             |             |  |
|                | Raphaël Ponsard               | LO             | 109          | 0,26         |             |             |  |
|                |                               |                |              |              |             |             |  |
| Inscrits       | Inscrits                      | Inscrits       | 75 157       | 100,00       | 75 236      | 100,00      |  |
| Abstentions    | Abstentions                   | Abstentions    | 32 566       | 43,33        | 36 601      | 48,65       |  |
| Votants        | Votants                       | Votants        | 42 591       | 56,67        | 38 635      | 51,35       |  |
| Blancs et nuls | Blancs et nuls                | Blancs et nuls | 606          | 1,42         | 1 305       | 3,38        |  |
| Exprimés       | Exprimés                      | Exprimés       | 41 985       | 98,58        | 37 330      | 96,62       |  |

### Élections de 2017
|                                                                                  |                                                                                          |                           |                           |                          |                          |
|                                                                                  |                                                                                          | Premier tour 11 juin 2017 | Premier tour 11 juin 2017 | Second tour 18 juin 2017 | Second tour 18 juin 2017 |
|                                                                                  |                                                                                          |                           |                           |                          |                          |
|                                                                                  |                                                                                          | Nombre                    | % des inscrits            | Nombre                   | % des inscrits           |
| Inscrits                                                                         | Inscrits                                                                                 | 81 860                    | 100,00                    | 81 882                   | 100,00                   |
| Abstentions                                                                      | Abstentions                                                                              | 43 967                    | 53,71                     | 47 097                   | 57,52                    |
| Votants                                                                          | Votants                                                                                  | 37 893                    | 46,29                     | 34 785                   | 42,48                    |
|                                                                                  |                                                                                          |                           | % des votants             |                          | % des votants            |
| Bulletins blancs                                                                 | Bulletins blancs                                                                         | 459                       | 1,21                      | 1 872                    | 5,38                     |
| Bulletins nuls                                                                   | Bulletins nuls                                                                           | 150                       | 0,40                      | 555                      | 1,60                     |
| Suffrages exprimés                                                               | Suffrages exprimés                                                                       | 37 284                    | 98,39                     | 32 358                   | 93,02                    |
|                                                                                  |                                                                                          |                           |                           |                          |                          |
| Candidat Étiquette politique (partis et alliances)                               | Candidat Étiquette politique (partis et alliances)                                       | Voix                      | % des exprimés            | Voix                     | % des exprimés           |
|                                                                                  |                                                                                          |                           |                           |                          |                          |
|                                                                                  | Guillaume Gibouin La République en marche                                                | 13 894                    | 37,27                     | 15 693                   | 48,50                    |
|                                                                                  | Martial Saddier (député sortant) Les Républicains (Union des démocrates et indépendants) | 10 842                    | 29,08                     | 16 665                   | 51,50                    |
|                                                                                  | Nathalie Genand Front national                                                           | 4 441                     | 11,91                     |                          |                          |
|                                                                                  | Jacques Cambon La France insoumise                                                       | 4 024                     | 10,79                     |                          |                          |
|                                                                                  | Annie Collinet Europe Écologie Les Verts                                                 | 2 101                     | 5,64                      |                          |                          |
|                                                                                  | Jean-Philippe Deprez Divers droite (La Droite moderne)                                   | 556                       | 1,49                      |                          |                          |
|                                                                                  | Claude Bouttaz Régionaliste                                                              | 524                       | 1,41                      |                          |                          |
|                                                                                  | Évelyne Harlay Régionaliste (Les voix de Savoie)                                         | 367                       | 0,98                      |                          |                          |
|                                                                                  | Éric Champlong Divers (Union populaire républicaine)                                     | 303                       | 0,81                      |                          |                          |
|                                                                                  | Jacques Matteï Lutte ouvrière                                                            | 232                       | 0,62                      |                          |                          |
| Source : Ministère de l'Intérieur - Troisième circonscription de la Haute-Savoie |                                                                                          |                           |                           |                          |                          |

### Élections de 2022
Les élections législatives françaises de 2022 se déroulent les dimanches 12 et 19 juin 2022.
| Résultats des élections législatives des 12 et 19 juin 2022 de la 3e circonscription de Haute-Savoie |                          |                          |              |              |             |             |
| Candidat                                                                                             | Candidat                 | Parti et coalition       | Premier tour | Premier tour | Second tour | Second tour |
| Candidat                                                                                             | Candidat                 | Parti et coalition       | Voix         | %            | Voix        | %           |
| | Fabienne Tassa           | LFI (NUPES)              | 9 831        | 24,78        | 13 812      | 36,64       |
| | Christelle Petex-Levet   | LR (UDC)                 | 9 129        | 23,01        | 23 882      | 63,36       |
| | Valérie Ferrarini        | LREM (ENS)               | 9 087        | 22,90        |             |             |
| | Anis Daghrir             | RN                       | 7 296        | 18,39        |             |             |
| | Sébastien Joannot        | REC                      | 1 513        | 3,81         |             |             |
| | Véronique Bouvier        | MRS (R&PS)               | 1 352        | 3,41         |             |             |
| | Joseph Jaccaz            | PA                       | 581          | 1,46         |             |             |
| | Albert Cohen             | PP                       | 558          | 1,41         |             |             |
| | Jocelyne Legouhy         | LO                       | 331          | 0,83         |             |             |
| Votes valides                                                                                        | Votes valides            | Votes valides            | 39 678       | 98,14        | 37 694      | 94,54       |
| Votes blancs                                                                                         | Votes blancs             | Votes blancs             | 554          | 1,37         | 1 579       | 3,96        |
| Votes nuls                                                                                           | Votes nuls               | Votes nuls               | 197          | 0,49         | 599         | 1,50        |
| Total                                                                                                | Total                    | Total                    | 40 429       | 100          | 39 872      | 100         |
| Abstention                                                                                           | Abstention               | Abstention               | 47 771       | 54,16        | 48 368      | 54,81       |
| Inscrits / participation                                                                             | Inscrits / participation | Inscrits / participation | 88 200       | 45,84        | 88 240      | 45,19       |

### Élections de 2024
| Candidat                 | Candidat          | Parti et coalition | Nuances | Premier tour | Premier tour | Second tour | Second tour |
| Candidat                 | Candidat          | Parti et coalition | Nuances | Voix         | %            | Voix        | %           |
| ------------------------ | ----------------- | ------------------ | ------- | ------------ | ------------ | ----------- | ----------- |
|                          | Antoine Valentin  | RN - LR diss.      | RN      |              |              |             |             |
|                          | Véronique Bouvier | Sabaudia-MRS (RPS) | REG     |              |              |             |             |
|                          | Gérard Vez        | LFI (NFP)          | NFP     |              |              |             |             |
|                          | Jocelyne Legouhy  | LO                 | EXG     |              |              |             |             |
|                          | Christelle Petex  | LR                 | LR      |              |              |             |             |
|                          |                   |                    |         |              |              |             |             |
| Votes valides            |                   |                    |         |              |              |             |             |
| Votes blancs             |                   |                    |         |              |              |             |             |
| Votes nuls               |                   |                    |         |              |              |             |             |
| Total                    |                   |                    |         |              |              |             |             |
| Abstention               |                   |                    |         |              |              |             |             |
| Inscrits / participation |                   |                    |         |              |              |             |             |

#### Département de la Haute-Savoie
- La fiche de l'INSEE de cette circonscription : « Tableaux et Analyses de la troisième circonscription de la Haute-Savoie », sur insee.fr, site de l'Institut national de la statistique et des études économiques (consulté le 10 juin 2007) [PDF]

- « Tous les députés du département de la Haute-Savoie depuis 1789 », sur assemblee-nationale.fr, site de l'Assemblée nationale française (consulté le 10 juin 2007)

- « Informations contentieuses sur le département de la Haute-Savoie (Élections législatives de 2002) », sur conseil-constitutionnel.fr, site du Conseil constitutionnel (consulté le 13 juin 2007)

#### Circonscriptions en France
- « Carte des circonscriptions législatives en France », sur assemblee-nationale.fr, site de l'Assemblée nationale française (consulté le 10 juin 2007)

- « Résultats électoraux officiels en France », sur interieur.gouv.fr, site du ministère de l'Intérieur (France) (consulté le 13 juin 2007)

- Description et Atlas des circonscriptions électorales de France sur http://www.atlaspol.com, Atlaspol, site de cartographie géopolitique, consulté le 13 juin 2007.